# Hans van Straten
Johannes Dirk Marinus (Hans) van Straten (Leiderdorp, 27 december 1923 – Bosch en Duin, 15 september 2004) was een Nederlands journalist, dichter en schrijver.
Hans van Straten werkte jarenlang als dagbladjournalist, onder andere bij Het Vrije Volk en het Utrechts Nieuwsblad, en publiceerde daarnaast regelmatig gedichten. Ook schreef hij talloze artikelen in literaire tijdschriften, publiceerde hij vertalingen en gaf hij zelf allerhande publicaties uit, onder andere onder de uitgeversnamen De Donderbus (1984), De Piratenvlag (1985) en de Sjaalmanpers (1983-1987) (samen met Jan Praas, 1921-2011), en een eenmanstijdschrift: Vlagtwedder Grensbode (1990-1991).
In zijn boeken De omgevallen boekenkast (1987, verschenen in de reeks Privé-domein) en Weer wankelt de boekenkast (2000) beschreef hij zijn leeservaringen, in de vorm van korte notities zoals hij die zijn leven lang tijdens het lezen van boeken had opgetekend. Via talrijke anekdoten, herinneringen, droomverslagen, dagboekfragmenten en aforismen, theorieën over literatuur en psychologie enzovoort, schetst hij aldus een merkwaardig zelfportret.
In 1993 publiceerde Van Straten zijn boek Opmars der plagiatoren, over gevallen van plagiaat in de Nederlandse en Vlaamse literatuur. 
In 1999 publiceerde hij als eerste een biografie van Willem Frederik Hermans: Hermans, Zijn tijd, zijn werk, zijn leven.

## Publicaties
Onder meer
- Tot nader order (gedichten) (1944)
- Herfst in Holland (gedichten)  (1946)
- 1 PK. Honderd gedichten van honderd dichters (bloemlezing) (1958)
- Toen bliezen de poortwachters: proza en poëzie van 1880 tot 1920 (bloemlezing) (1959)
- Klein kaliber, twintig verhalen van nu (bloemlezing) (1960)
- Nagelaten snikken van Piet Paaltjens: poëzie en proza, tekeningen en curiosa uit de nalatenschap van François HaverSchmidt (1961)
- Min-gekweel en kin-gestreel. Vrijmoedige verzen uit vroeger eeuwen. (bloemlezing) (1961)
- Hendrik Nicolaas Werkman. De drukker van het paradijs (biografie) (1963, derde herziene druk 1980, herdruk 1995)
- Moordenaarswerk. 120 Nederlandse moordzaken (1964, tweede herziene druk in 1990)
- Sal Meijer (1971)
- Hugo Raes (1976)
- Droomcensuur. Gedichten 1946-'78 (1980)
- De Laatste Casanova: Herinneringen aan Ab Visser, de geboren en gebogen verleider. (1982)
- De omgevallen boekenkast (1987)
- Vlagtwedder Grensbode (literair eenmanstijdschrift) (1990-1991)
- Razernij der liefde (bloemlezing) (1992)
- Opmars der plagiatoren (1993)
- De Schrijflui (1993)
- Ze zullen eikels zaaien op mijn graf. Teruggevonden gesprekken met Willem Frederik Hermans (1995)
- Multatuli. Van blanke radja tot bedelman (biografie) (1995)
- Hermans. Zijn tijd, zijn werk, zijn leven (biografie) (1999)
- Weer wankelt de boekenkast (2000)
- Zes nagelaten gedichten (2005)
- Een laatste onderdak (gedichten) (2013)
- Ik ben een echt genie. De briefwisseling van Max de Jong en Hans van Straten. Bezorgd en ingeleid door Kathinka Stel. (2014)

## Prijs
Hans van Straten kreeg in 1963 door de Vereniging van Nederlandse Kunsthistorici (VNK) de Karel van Manderprijs toegekend voor de biografie Hendrik Nicolaas Werkman. De drukker van het paradijs (1963). De prijs bestond uit een geldbedrag en een penning, ontworpen door beeldhouwster Loekie Metz naar een idee van William Heckscher.
- Bibliothèque nationale de France: cb123411427 (data)
- Biografisch Portaal: 56917191
- Digitale Bibliotheek voor de Nederlandse Letteren: stra015
- Gemeinsame Normdatei: 172388546
- International Standard Name Identifier: 0000 0001 0889 8001
- Library of Congress Control Number: n81011945
- Nationale Bibliotheek van Israël: 987007271861905171
- Nederlandse Thesaurus van Auteursnamen: 070253870
- Système universitaire de documentation: 032368372
- Virtual International Authority File: 39450987
- WorldCat: E39PBJmpf8D98F9TKWWxKHyw4q